# Harpymimus
Harpymimus és un gènere d'ornitomimosaure del Cretaci inferior. Les seves restes fòssils s'han trobat a Mongòlia. A diferència dels ornitomimosaures posteriors i més derivats, Harpymimus encara presentava dents, tot i que sembla que estaven restringides a la mandíbula (dentari) inferior. L'espècimen holotip (IGM 100/29, Acadèmia Mongola de Ciència, Ulan Bator, Mongòlia) consisteix en un esquelet quasi complet, al que li falten porcions de la cintura pectoral, cintura pelviana i de les extremitats anteriors. Fou descobert a Dundgovi Aimag, a una exposició de la formació Shinekhudug del Barremià.